# 산호우산대이끼과
산호우산대이끼과(Aneuraceae)는 망울이끼강 리본이끼목에 속하는 우산이끼류과의 하나이다. 초록우산대이끼(Aneura pinguis), 산호우산대이끼(Riccardia chamedryfolia), 쪽잎이끼(Riccardia multifida ssp. decrescens (Steph.) Furuki) 등을 포함하고 있다.

## 하위 속
- 초록우산대이끼속 (Aneura)[2]
- Cryptothallus
- Lobatoriccardia
- 산호우산대이끼속 (Riccardia)[2]
- Verdoornia